# Ільмар Томуск
Ільмар Томуск (ест. Ilmar Tomusk) (нар. 28 червня 1964, Таллінн) — естонський державний діяч та дитячий письменник. З 5 жовтня 1995 року він є генеральним директором Мовної інспекції.

## Біографія
З 1971 по 1982 рік навчався у середній школі № 32 м. Таллінна. Закінчив Талліннський педагогічний інститут у 1989 році за спеціальністю «викладач естонської мови та літератури». 2002 року захистив дисертацію з державного управління в Інституті гуманітарних та соціальних наук Талліннського технічного університету на тему «Принципи та динаміка естонської мовної політики в контексті європейської інтеграції та міжнародних прав людини» (ест. Eesti keelepoliitika põhimõtted ja dünaamika eurointegratsiooni ning rahvusvaheliste inimõiguste kontekstis).
Томуск був членом Естонської християнсько-демократичної партії з 14 січня 1999 р. по 25 вересня 2014 р., а також балотувався у Рійгікогу за списками цієї партії.
Ільмар Томуск має більше десяти нагород за свою діяльність в галузі захисту естонської мови і культури. Зокрема, він є кавалером Ордену Білої зірки 5 ступеню (ест. Valgetähe V klassi teenetemärk).

## Дитячі книжки
- Tere, Volli!, 2007 ISBN 978-9985-6-2582-8 (видано також переклад російською «Привет, Волли!», 2012 ISBN 978-9949-9-3342-6)
- Vend Johannes, 2009 ISBN 978-9985-6-2759-4
- Lõpuaktus, 2010 ISBN 978-9949-4-4970-5
- Pöörane puhkus Parakatkus, 2010 ISBN 978-9949-6-1635-0
- Inglid kuuendas B-s, 2011 ISBN 978-9949-4-8205-4
- Volli vanad vigurid, 2011 ISBN 978-9949-2-7024-8
- Kolmanda a kriminalistid, 2012 ISBN 978-9949-4-8241-2 (видано також переклад російською «Криминалисты из третьего A», 2017 ISBN 978-9949-9-7474-0)
- Volli kasvab suureks, 2013 ISBN 978-9949-2-7286-0
- Kriminaalsed viineripirukad. Neljanda a kriminalistid, 2013 ISBN 978-9949-4-8273-3 (видано також переклад російською «Криминальные пирожки с сосисками», 2017 ISBN 978-9949-9-7479-5)
- Mauno saladuslik kadumine. Väga kriminaalne lugu, 2013 ISBN 978-9949-4-8294-8
- Kriminaalne koolipapa. Viienda a kriminalistid, 2013 ISBN 978-9949-5-2600-0
- Kriminaalne suvevaheaeg. Kuuenda a kriminalistid, 2014 ISBN 978-9949-5-2628-4
- Kriminaalsed automatkajad. Meistriklass, 2014 ISBN 978-9949-5-2655-0
- Nuustik, 2014 ISBN 978-9949-5-2669-7
- Volli läheb tööle, 2014 ISBN 978-9949-2-7628-8
- Kriminaalne pangapresident. Kriminalistid on tagasi, 2015 ISBN 978-9949-5-2679-6
- Digipöörane kool, 2015 ISBN 978-9949-5-6505-4
- Rasmuse vuntsid, 2015 ISBN 978-9949-5-6508-5
- Amanda patsid, 2016 ISBN 978-9949-5-6552-8
- Algaja ajaränduri seiklused, 2016 ISBN 978-9949-5-6557-3
- Seiklused paralleelmaailmas, 2017 ISBN 978-9949-5-6589-4
- Triinu tomat, 2017 ISBN 978-9949-5-6593-1
- Isamoodi unejutud, 2017 ISBN 978-9949-6-1605-3
- Universumi saladused, 2018 ISBN 978-9949-6-1621-3
- Päiksemetsa vanadekodu kriminalistid. Kribu ja Krabu tegutsevad jälle, 2018 ISBN 978-9949-6-1653-4
- Hundi sõbrad, 2018 ISBN 978-9949-6-1655-8
- Kõik emad on head, 2018 ISBN 978-9949-9-7758-1
- Kõrvalised isikud, 2019 ISBN 978-9949-6-1679-4
- Tulnukate rünnak, 2019 ISBN 978-9949-6-1682-4
- Porgandipirukas, 2019 ISBN 978-9949-6-1695-4
- Väike Vunts, 2019 ISBN 978-9949-6-9004-6
- Kes tahab saada kummituseks?, 2020 ISBN 978-9949-6-9014-5

## Інші праці

### Підручник фінської мови для середніх шкіл
- Soome keel: õpik keskkoolile, 1994 ISBN 998-5001-7-29
- Soome keel: töövihik keskkoolile, 1994

### Збірки статей та виступів з питань мовної політики
- Keel ja poliitika, Artiklid ja ettekanded 1996—2003, 2004 ISBN 998-5790-6-85
- Keel ja poliitika II, Artiklid ja ettekanded 2003—2009, 2009
- Keel ja poliitika III, Artiklid ja ettekanded 2009—2017, 2017

### Різне
- Kuue kuuga tankistiks, Mälestusi Nõukogude merejalaväest 1982—1984, 2013
- Juriidiliselt on kõik korrektne, 2013
- Kiisaelmar. Kangelaseepos, (koos Voldemar Tomuskiga) 2015

## Критика
Як голова Мовної інспекції Ільмар Томуск регулярно стає об'єктом критики з боку російської громади в Естонії, проросійських політиків та влади Російської Федерації. Так, депутатка Рійгікогу від Центристської партії Яна Тоом зауважила, що дитячі книжки Томуска продовжують стару традицію «русофобії» в естонській літературі:
| «Там йдеться про чотирнадцятирічного хлопчика на ім'я Йоганнес, який каже батькам, що не розуміє, для чого треба вчити російську мову. Одного разу Йоханнес побачив в Мустамяе, як двійко п'яних ногами б'ють маленького хлопця та хочуть відібрати у нього мобільний телефон», — описує вона. Вони не реагують ні на естонську, ні на англійську мову. «Оскільки Йоганнес був здоровий та міцний, то він дає п'яним руським в писок, приходить додому і каже батькам, що тепер він зрозумів, нащо треба вивчати російську». Тоом розповіла, що десять років тому вона уважно читала сучасну естонську літературу, власне ті твори, які стосувались росіян. «Картина була гидка і неприємна. Я сподівалась, що за десять років у нас з'явиться інша література, зміниться покоління і ворожості не буде, — пояснила Тоом. — Нині ж я бачу це серед дитячої літератури. Мене знудило. Нічого не міняється» Оригінальний текст (рос.) «Там идет речь о четырнадцатилетнем мальчике по имени Йоханнес, который говорит родителям, что не понимает, зачем надо учить русский язык. Как-то раз Йоханнес увидел в Мустамяэ, как двое пьяных мужчин ногами избивают маленького мальчика и хотят отобрать у него мобильный телефон», — описывает она. Они не реагируют ни на эстонскую, ни на английскую речь. «Поскольку Йоханнес был большим и крепким парнем, то он дает пьяным русским в зубы, приходит домой и говорит родителям, что теперь он понял, зачем надо изучать русский язык». Тоом рассказала, что десять лет назад она внимательно читала современную эстонскую литературу, и именно те произведения, которые касались русских. «Картина была мрачная и неприятная. Я надеялась, что через десять лет у нас появится другая литература, сменится поколение и вражды не будет, — пояснила Тоом. — Теперь я нахожу это среди детской литературы. Меня затошнило. Ничего не меняется» |
Портал російської громади Естонії додає:
| «Викликає тривогу також стан естонських дітей, психіку яких нівечать і калічать підстаркуваті русофоби. Наприкінці минулого року громадськість була шокована розміщеним на YouTube роликом, який записали естонські діти — вони інсценували побиття, зґвалтування і вбивство однолітка-росіянина. Отже, Ільмар Томуск і його колеги могли на власні очі переконатись — ростки етнічної ненависти вже сходять. Що далі?» Оригінальний текст (рос.) «Вызывает тревогу и состояние эстонских детей, психику которых уродуют и калечат великовозрастные русофобы. В конце минувшего года общественность была шокирована размещенным на YouTube роликом, который сняли эстонские дети — они инсценировали избиение, изнасилование и убийство русского сверстника. Таким образом, Ильмар Томуск и его коллеги могли воочию убедиться — семена этнической ненависти уже дают всходы. Что будет дальше?» |